# And Just Like That...
And Just Like That... és una sèrie estatunidenca produïda per a plataformes de contingut de pagament. Ambientada 11 anys després dels esdeveniments de la pel·lícula Sex and the City 2, la sèrie és protagonitzada per Sarah Jessica Parker, Cynthia Nixon, Kristin Davis, Mario Cantone, David Eigenberg, Willie Garson, Evan Handler, i Chris Noth, amb tots els papers repetits de la sèrie original, i Sara Ramirez i Sarita Choudhury com a nous personatges.
El desenvolupament de la sèrie va començar el desembre de 2020, després de la cancel·lació d'una tercera adaptació cinematogràfica. Va rebre una comanda directa a la sèrie el gener de 2021 per HBO Max. Al llarg del 2021 es van fer anuncis de càsting i el rodatge va començar el juliol del 2021 a la ciutat de Nova York.
And Just Like That... es va estrenar a HBO Max el 9 de desembre de 2021, amb crítiques diverses. El final de temporada es va estrenar el 3 de febrer de 2022. Originalment anunciada com una minisèrie, la sèrie es va renovar per a una segona temporada el març de 2022.